# Alianza para la Producción, Chiapas
Alianza para la Producción är en ort i Mexiko.   Den ligger i kommunen Huehuetán och delstaten Chiapas, i den sydöstra delen av landet, 900 km sydost om huvudstaden Mexico City. Alianza para la Producción ligger 11 meter över havet och antalet invånare är 463.
Terrängen runt Alianza para la Producción är platt. Runt Alianza para la Producción är det ganska tätbefolkat, med 75 invånare per kvadratkilometer. Närmaste större samhälle är Huixtla, 13,6 km norr om Alianza para la Producción. Omgivningarna runt Alianza para la Producción är en mosaik av jordbruksmark och naturlig växtlighet.